# Бигалы Мехмет Чавуш
Бигалы Мехмет Чавуш (болг. Bigalı Mehmet Çavuş; 1878 год, Пловдив, Восточная Румелия — 1964 год, Бига, Чанаккале, Турция) — сержант Османской армии, сражавшийся во время Галлиполийской кампании первой мировой войны. Почитаем как герой войны, чьё имя считается эпонимом распространенного имени «Мехметчик», используемого для обозначения турецкого солдата.

## Биография
Родился в 1878 году в болгарском городе Пловдив. Вместе со своей семьёй бежал в Анатолию во время взятия русской армией Пловдива 16 января 1878 года во время русско-турецкой войны, поселившись в деревне Бахчели в Чанаккале.

## Сражения
Принимал участие в битве при Чанаккале. Командовал войсками на пляже перед фортом Седдюльбахир и артиллерийскими батареями на Галлипольском полуострове. Боролся против высадки армии Союзников. В 14:45 по местному времени 4 марта 1915 года флот, состоящий из пяти дредноутов и семи торпедных катеров армии Антанты, бомбардировал Седдюльбахир. Было высажено шестьдесят солдат на трех лодках с линкора под прикрытием пулеметного огня для захвата османских укреплений, чтобы обеспечить проход своих военно-морских сил через Дарданеллы. Хотя артиллерийские батареи в Седдюльбахире были эвакуированы османами, отряд под командованием Бигалы Мехмета Чавуша был развернут в форте Седдюльбахир. Формирование происходило в 10-й роте, 3-го батальоне, 27-го полку 9-й дивизии под командованием полковника Халила Сами-бея, отвечавшего за оборону района. 30 османских солдат имели на вооружение только винтовки и гранаты. В течение трехчасового ожесточенного боя османы постоянно меняли свои позиции в форте, создавая впечатление, что они численно сильнее, чем на самом деле. Как отвлекающий манёвр данный способ сработал. Во время боя ствол винтовки сержанта Мехмета разлетелся на куски, в результате чего тот свою сломанную винтовку во врага и вместо этого начал атаковать их камнями. Заметив этого, его товарищи вышли из укрытия и начали стрелять в открытую. Во время боя сержант Мехмет был ранен в голову и в правую часть груди. Наконец, вторгшиеся войска Антанты отступили к своим линкорам после штыковой атаки, начатой турками. Когда вечером на место происшествия прибыли резервные силы Османской империи, среди османских солдат было 6 убитых, 13 раненых, и только 12 из них были способны продолжать бой.
Во время битвы подполковник Мустафа Кемаль, командующий 19-й дивизией в Хараптепе, отправил отчет Джевату-паше, командующему укреплениями Дарданелл, и попросил его наградить сержанта Мехмета медалью. Заместитель главнокомандующего Энвер-паша посетил сержанта Мехмета в военном госпитале в Чанаккале и наградил его Военной медалью.
Прослужив шестнадцать лет в армии, по окончании войны вернулся в родную деревню. Отказывался от какого-либо денежного вознаграждения, заявляя, что сражался за страну не ради денег, а из чувства патриотизма к ней.

## Смерть
Скончался в возрасте 86 лет 3 февраля 1964 года и был похоронен рядом со своей женой в своей деревне.

## Наследие
В 2017 году место его захоронения было преобразовано в монумент, а рядом была устроена военная галерея. Высокопоставленные военные офицеры и местные политики часто посещают могилу, чтобы отдать дань уважения.
Как утверждают многие, именно Мехмет Чавуш популяризировал эпоним «Мехметчик» (тур. Mehmetçik, буквальный перевод — Маленький Мехмет), которым называют солдат турецкой армии.